# Skvělí chlapi
Skvělí chlapi (v originále Wonder Boys) je koprodukční hraný film z roku 2000, který režíroval Curtis Hanson podle stejnojmenného románu Michaela Chabona.

## Děj
Grady Tripp je profesorem anglické literatury na univerzitě v Pittsburghu, kde vede kurs tvůrčího psaní. Před sedmi lety vydal úspěšný román, od té doby však již novou knihu nevydal. Jednoho dne ho opustí jeho žena a zrovna se koná zahájení každoročního literárního festivalu. Do Pittsburghu za ním z New Yorku přilétá jeho editor Terry Grabtree, aby se podíval na jeho novou knihu. Grady ji však stále nemá dopsanou. Večer se oba zúčastní večírku pořádaného rektorkou univerzity Sarah Gaskell, Gradyho milenkou a jejím manželem Walterem, Gradyovým nadřízeným. V zahradě potkává svého studenta Jamese Leera, kvůli kterému se jeho život ještě více zamotá. Grady je napaden Walterovým psem a James psa zastřelí, musejí proto mrtvého psa ukrýt. O Jamese projevuje zájem Terry, protože James právě dopsal svůj první román.

## Obsazení
| Michael Douglas      | Grady Tripp          |
| Tobey Maguire        | James Leer           |
| Frances McDormandová | Sarah Gaskell        |
| Robert Downey Jr.    | Terry Grabtree       |
| Katie Holmes         | Hannah Green         |
| Rip Torn             | Quentin 'Q' Morewood |
| Richard Knox         | Vernon Hardapple     |
| Jane Adams           | Oola                 |
| Richard Thomas       | Walter Gaskell       |
| Michael Cavadias     | Antonia Sloviak      |
| Philip Bosco         | Hank                 |

## Ocenění
Výhry
- Oscar v kategorii nejlepší originální píseň "Things Have Changed" (Bob Dylan)
- Boston Society of Film Critics: nejlepší scénář (Steve Kloves)
- Critics' Choice Movie Awards: nejlepší adaptovaný scénář (Steve Kloves) a nejlepší herečka ve vedlejší roli (Frances McDormandová)
- Florida Film Critics Circle: nejlepší herečka ve vedlejší roli (Frances McDormandová)
- Zlatý glóbus za nejlepší filmovou píseň: "Things Have Changed" (Bob Dylan)
- Outfest: mužský idol ve filmu (Robert Downey Jr.)
- Las Vegas Film Critics Society: nejlepší originální píseň "Things Have Changed" (Bob Dylan) a nejlepší adaptovaný scénář (Steve Kloves)
- Los Angeles Film Critics Association: nejlepší herec (Michael Douglas) a nejlepší herečka ve vedlejší roli (Frances McDormandová)
- Satellite Awards: nejlepší herec (drama, muzikál a komedie) (Michael Douglas)
- Southeastern Film Critics Association: nejlepší herec (Michael Douglas)
- Toronto Film Critics Association: nejlepší herec ve vedlejší roli (Tobey Maguire)
- USC Scripter: nejlepší scénář (Michael Chabon a Steve Kloves)
- American Film Institute Award: nejlepších deset filmů

Nominace
- Oscar: nejlepší střih (Dede Allen) a nejlepší adaptovaný scénář (Steve Kloves)
- Art Directors Guild: nejlepší režie
- BAFTA: nejlepší herec v hlavní roli (Michael Douglas) a nejlepší adaptovaný scénář (Steve Kloves)
- Critics Choice Awards: nejlepší film
- Chicago Film Critics Association: nejlepší film, nejlepší herec (Michael Douglas) a nejlepší scénář (Steve Kloves)
- Zlatý glóbus: nejlepší film, nejlepší herec (Michael Douglas) a nejlepší scénář (Steve Kloves)
- Cena Grammy: nejlepší filmová píseň – "Things Have Changed" (Bob Dylan)
- Las Vegas Film Critics Society: nejlepší herec (Michael Douglas) a nejlepší střih (Dede Allen)
- London Critics Circle Film: nejlepší herec (Michael Douglas) a nejlepší scenárista (Steve Kloves)
- National Society of Film Critics: nejlepší herečka ve vedlejší roli (Frances McDormandová)
- Online Film Critics Society: nejlepší herec (Michael Douglas), nejlepší casting a nejlepší scénář (Steve Kloves)
- Phoenix Film Critics Society: nejlepší film, nejlepší herec v hlavní roli (Michael Douglas), nejlepší herečka ve vedlejší roli (Frances McDormandová), nejlepší herec ve vedlejší roli (Tobey Maguire), nejlepší režie (Curtis Hanson), nejlepší originální píseň "Things Have Changed" (Bob Dylan) a nejlepší adaptovaný scénář (Steve Kloves)
- Satellite Awards: nejlepší film – komedie/muzikál a nejlepší originální píseň "Things Have Changed" (Bob Dylan)
- Teen Choice Awards: nejlepší lhář ve filmu (Tobey Maguire)
- Writers Guild of America: nejlepší adaptovaný scénář (Steve Kloves)